# Kościół poewangelicki w Dobrzycy
Kościół poewangelicki – dawna świątynia protestancka znajdująca się w mieście Dobrzyca, w powiecie pleszewskim, w województwie wielkopolskim.
Jest to świątynia wzniesiona w latach trzydziestych XIX wieku. Budowla jest murowana, reprezentuje styl późnoklasycystyczny. Kościół ma jedną nawę, jego prezbiterium jest zamknięte półkoliście. Świątynia posiada wieżę. Po 1945 roku w budowli znajdował się magazyn. Obecnie kościół należy do parafii św. Tekli w Dobrzycy. Świątynia była częściowo remontowana w 1984 roku. Stan zewnętrzny kościoła jest dobry.